# Municipio de Lookout
El municipio de Lookout (en inglés: Lookout Township) es un municipio ubicado en el condado de Ellis en el estado estadounidense de Kansas. En el año 2010 tenía una población de 579 habitantes y una densidad poblacional de 1,83 personas por km².

## Geografía
El municipio de Lookout se encuentra ubicado en las coordenadas 38°45′37″N 99°27′11″O / 38.76028, -99.45306. Según la Oficina del Censo de los Estados Unidos, el municipio tiene una superficie total de 317.14 km², de la cual 316,89 km² corresponden a tierra firme y (0,08 %) 0,25 km² es agua.

## Demografía
Según el censo de 2010, había 579 personas residiendo en el municipio de Lookout. La densidad de población era de 1,83 hab./km². De los 579 habitantes, el municipio de Lookout estaba compuesto por el 97,58 % blancos, el 0,86 % eran amerindios, el 1,55 % eran de otras razas. Del total de la población el 2,94 % eran hispanos o latinos de cualquier raza.